# Авр (приток Соммы)
Авр (фр. Avre) — река во Франции, в регионе О-де-Франс. Длина — 66 км. Средний расход воды — 5,1 м³/с.
Истоки находятся на территории коммуны Ами, откуда русло Авра следует в северо-западном направлении. Высота истока — 80 м над уровнем моря. В коммуне Камон, близ Амьена, она впадает как левый приток в один из каналов системы реки Сомма. Высота устья — 24 м над уровнем моря.
На своём пути воды Авра пересекают территории департаментов Уаза и Сомма.
Притоки: Нуа (левый), Люсе (правый).

## Населённые пункты на Авре
Аврикур, Руа, Давнескур, Пьеррепон-сюр-Авре, Морёй, Бове, Каньи, Лонжо, Амьен, Камон.